# Mioko
Mioko is een eiland in Papoea-Nieuw-Guinea. Het is 1.2 km² groot en steekt nauwelijks boven de zeespiegel uit.
De volgende zoogdieren komen er voor:
- Phalanger orientalis (prehistorisch geïntroduceerd)
- Polynesische rat (Rattus exulans) (geïntroduceerd)
- Melomys rufescens
- Dobsonia praedatrix
- Macroglossus minimus
- Melonycteris melanops
- Nyctimene albiventer
- Nyctimene major
- Pteropus capistratus
- Pteropus neohibernicus
- Rousettus amplexicaudatus
- Emballonura nigrescens
- Asellicus tricuspidatus
- Hipposideros calcaratus
- Hipposideros cervinus
- Kerivoula myrella